# Lodewijk van Bodegem

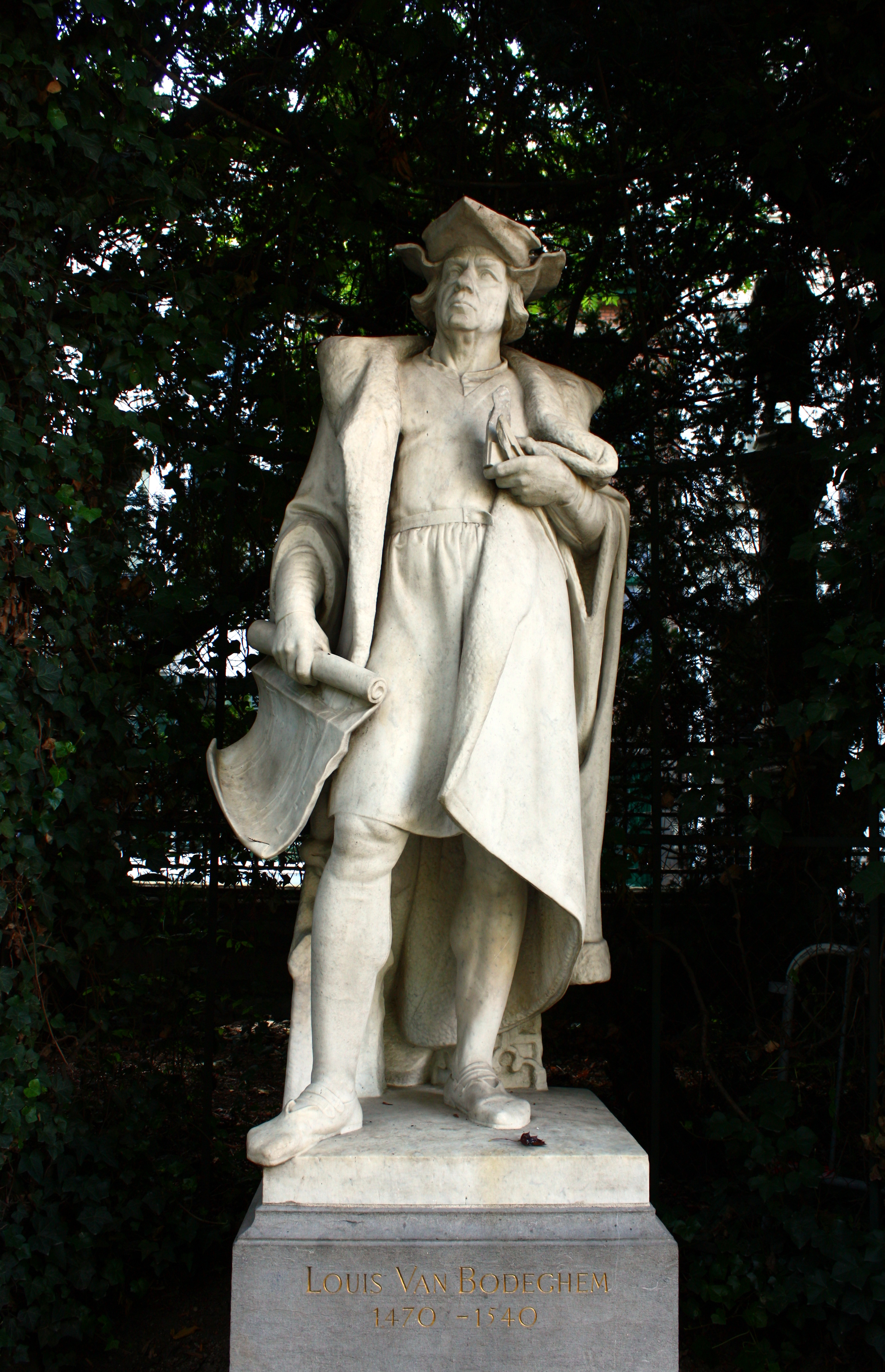
In zijn standbeeld aan de Kleine Zavel houdt Van Bodegem een plan van de kerk van Brou in de hand.

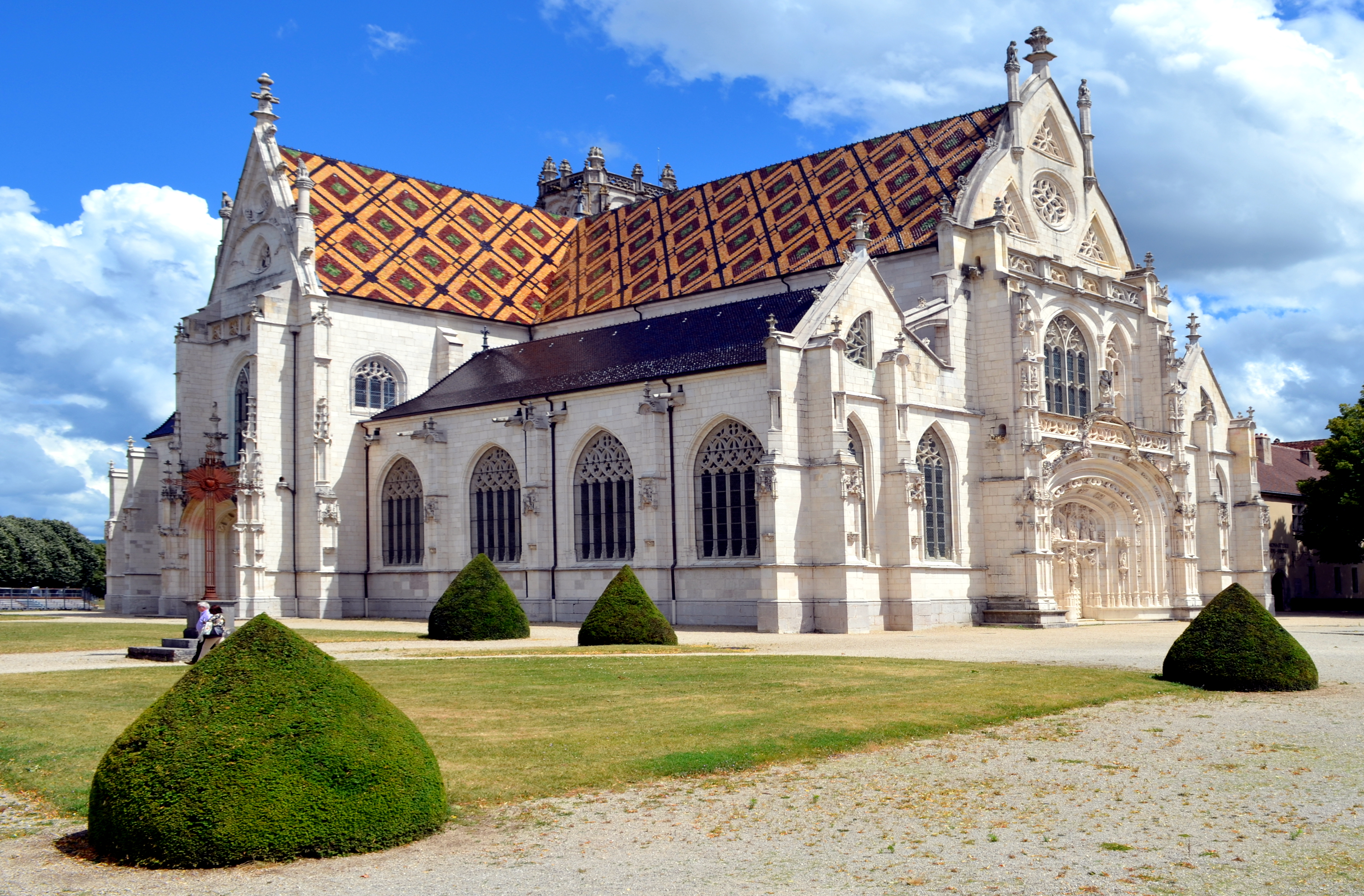
Kloosterkerk van Brou

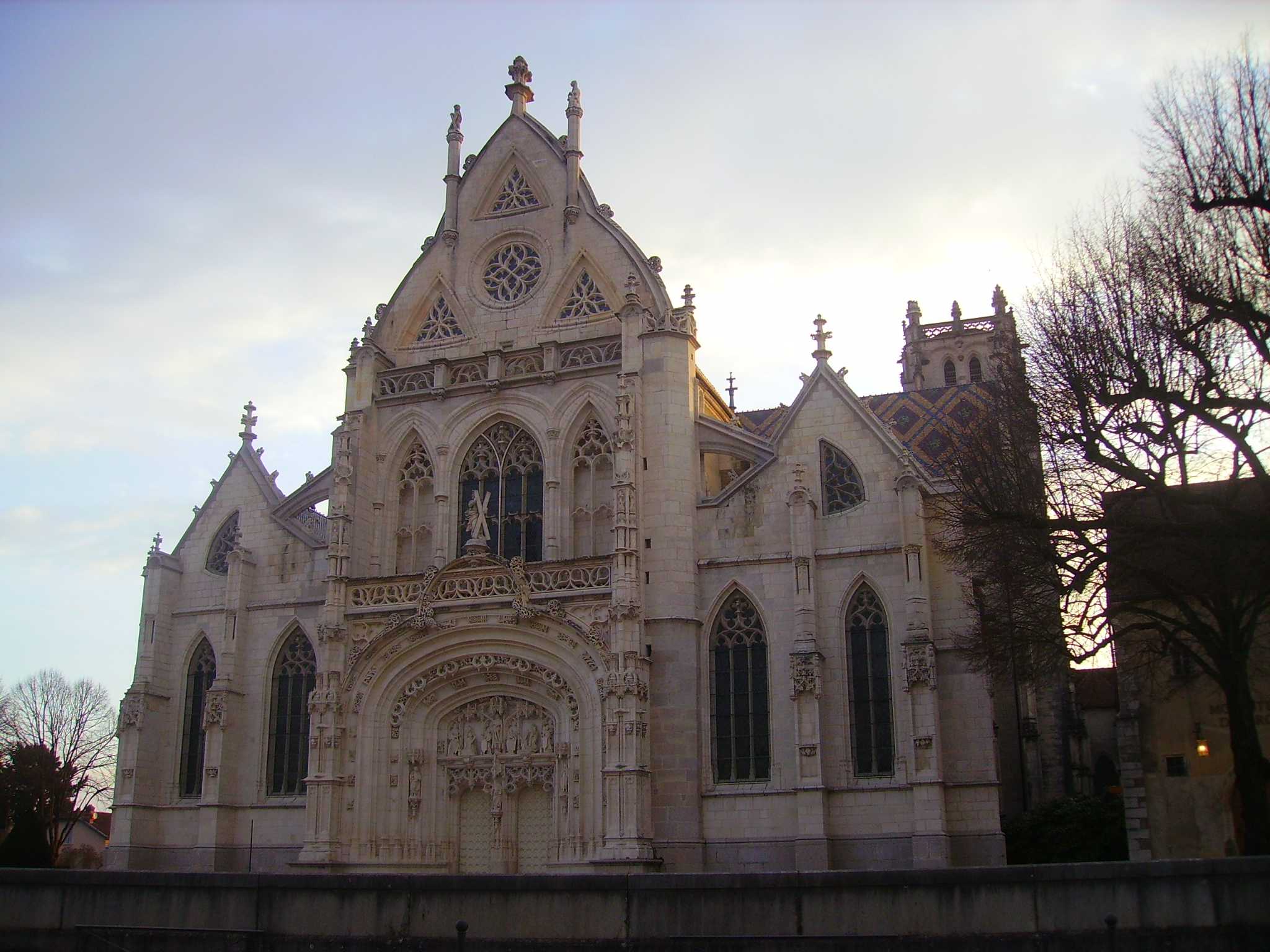
Gevel van de kloosterkerk

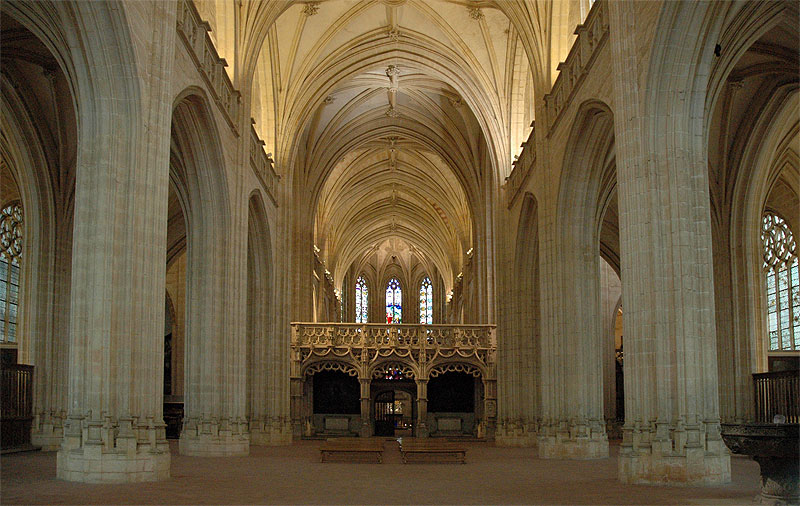
Schip van de kloosterkerk

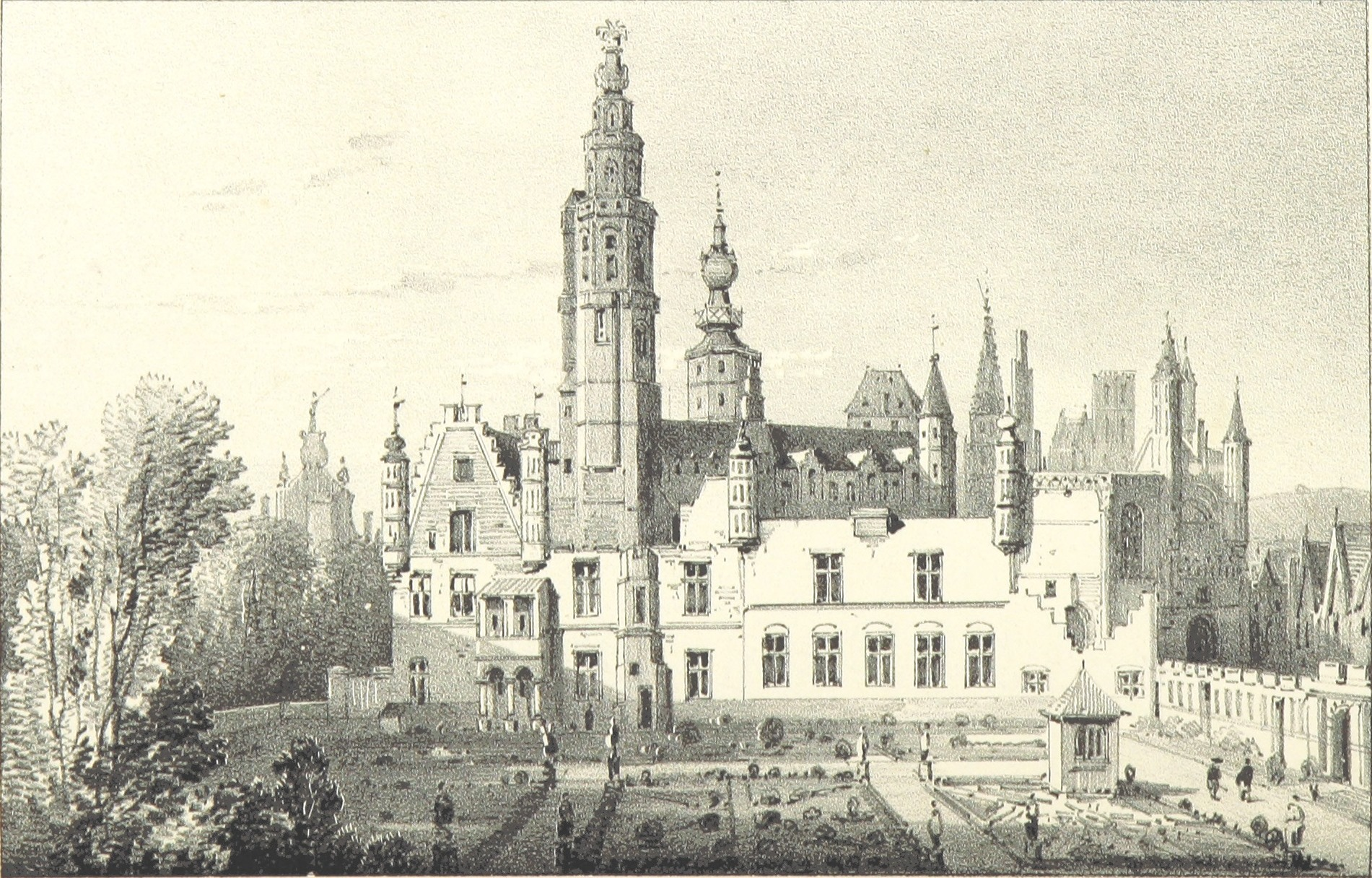
Paleis van Nassau

Lodewijk van Bodegem, ook Lodewyck van Bodeghem, Loys van Boghem of Lowys van Beughem, (Brussel, ca. 1470 - aldaar, 1540), was een architect en producent van natuursteen. Hij was hofarchitect in Brussel en heeft de bijzondere Nicolaas van Tolentijnkerk gelegen in Bourg-en-Bresse nagelaten.

## Biografische gegevens
Afgaand op de naam was de familie Boghem afkomstig uit Sint-Martens-Bodegem. Loys' vader Lieven bezat groeven met Ledesteen en Brusseliaanse steen, vooral in Stuivenberg. Bij diens dood in 1498-1499 werd Lowys regeerder van de Leliebroeders, wat erop wijst dat hij tot de stedelijke elite behoorde. Hij nam de erfpacht op de steengroeven over en verwierf tijdens zijn leven hij nog 28 ha bijkomende grond, alleen al volgens de bewaarde documentatie (in de buurt van Laken, maar ook in Sterrebeek en Kraainem). Ook zijn broer Dierick zat in de zaak.
Op 30 augustus 1496 verloofde Lowys zich met Anna van Aelst ("Tote"). Ze kregen meerdere kinderen, waaronder een zoon Frans. Hun huis was in de Lakensestraat, waar ze ook de Middelste Lakenpoort pachtten. Loys van Boghem stierf in zijn geboortestad in 1540.

## Steenhandelaar
Met zijn steengroeven en steenhouwersatelier leverde Lodewijk van Bodegem onder meer:
- de Sint-Walburga in Oudenaarde (1498)
- de koorkapellen voor de Sint-Salvator in Brugge (1501)
- de bundelpijlers voor de Sint-Jans in 's-Hertogenbosch (1502)
- het kerkportaal van Sint-Pieters in Anderlecht (1505-06)
- goten en onbewerkte steen voor Sint-Gummarus in Lier (1504-06)
- de pijlers en onderdelen voor de noordertoren van de Onze-Lieve-Vrouwekerk van Antwerpen
- onderdelen van het Broodhuis in Brussel
- het koor van de kerk van het Onze-Lieve-Vrouwe van Zeven Weeënklooster bij Brugge
- onderdelen van de hofkapel bij het Koudenbergpaleis (1528 en 1538)

Op 3 maart 1524 sloot hij een contract met André Nonon uit Dinant voor het leveren van zwartmarmeren steen voor een grafmonument in Sint-Jacob-op-Koudenberg.

## Architect
Van Bodegem was meester in het Brusselse ambacht van de Vier Gekroonden, meer bepaald bij de steenbickeleren (lid in 1482, gezworene in 1497). Met Laurens Keldermans en Hendrik van Pede breidde hij het Paleis van Nassau uit (1503). Het drietal ging blijkbaar vaak op stap en verwondde in herberg De Borse op de Markt een sergeant van de ammanie, Jan Hinckaert. Dankzij de tussenkomst van de graaf van Nassau kwamen ze er vanaf met een zware boete.
Van 1507 tot 1524-1525 was hij (met onderbrekingen) gezworen landmeter in het hertogdom Brabant. Keizer Karel V benoemde hem op 13 mei 1512 tot meester-metser van Brabant en de Landen van Overmaas, in opvolging van de overleden Antoon II Keldermans. Hij zou deze functie van hofarchitect behouden tot zijn dood. Zijn eerste opdracht was het overnemen van de werken aan het Broodhuis, waarvan hij de binnenindeling ontwierp (1512-14). Na twee jaar moest hij dit overlaten aan zijn vriend Van Pede om zich ten volle te concentreren op een buitenlandse opdracht van de tante van de keizer, aartshertogin Margaretha. Ze belastte hem met haar levensproject, de bouw van de Nicolaas van Tolentijnkerk van Brou (Bourg-en-Bresse). Hij tekende de plannen en superviseerde van 1512 tot 1532 de uitvoering. Het verfijnde beeldhouwwerk was mogelijk dankzij de steenhouwersloods die hij voor het project opzette en de vaklieden die hij uitzocht en opleidde. Het resultaat was een voor de Jura volstrekt originele kerk in Brabantse gotiek, harmonieus versmolten met Italiaanse invloeden. Zijn werkplaats produceerde de flamboyante sculpturen voor de kerk (praalgraven en Altaar der Zeven Vreugden van Maria, naar ontwerpen van Jan van Roome). In 1526 vervoegde Conrat Meit de beeldhouwers om de beeltenissen van het hertogelijk koppel te vervaardigen. Antoine du Saix noemde hem "de geleerde meetkundige en architect".
Tussen zijn Franse zomers door inspecteerde Van Bodegem grote werken in Brussel (Broodhuis, toren van de Sint-Guidokerk in Anderlecht). Onder zijn andere architecturale activiteiten zijn gekend:
- Plan voor het oostelijke koor van de Sint-Lambertuskathedraal te Luik (1526-1527, niet uitgevoerd)
- Plan voor de kapel van het Sacrament van Mirakel in de Brusselse kathedraal (1532, niet uitgevoerd)
- Plan voor de Notre-Dame de l'Annonciation van Bourg-en-Bresse (eerst afgewezen maar in 1536 alsnog gevolgd voor de restauratie van het koor)
- Eerste fase van de nieuwe kapel van het Koudenbergpaleis (1522-38, met Rombout II Keldermans)
- Galerij en eretrap van het Koudenbergpaleis (1534)
- Heropbouw van de Sluismolen te Leuven (1537)
- Verbouwing van de grote toren van het Kasteel van Vilvoorde (1538-1539)

## Getijdenboek
Boghems Franse getijdenboek uit 1526 wordt bewaard in de bibliotheek van het Brugse Grootseminarie. Het draagt zijn devies (Jusques à la fin) en zijn wapen, wat mogelijk op een verheffing in de adelstand duidt. Zijn zoon Frans was het in elk geval.

## Eerbetoon
- In de 19e eeuw is van Boghems standbeeld geplaatst in een van de nissen in de zijgevel van het Brusselse stadhuis.
- Op de Kleine Zavel staat sinds 1890 een geïdealiseerd standbeeld van hem (werk van Jean Cuypers; gipsen model in Museum M).
- In dezelfde stad is de Bodeghemstraat naar hem vernoemd en in Bourg-en-Bresse de Allée Loys Van Boghem.
- De KMSKB bezitten een buste van Boghem, gemaakt door de Compagnie des Bronzes naar een ontwerp van Albert Hambresin (1880-81).

## Voetnoten
1. ↑  Merlijn Hurx, De particuliere bouwmarkt in de Nederlanden en de opkomst van de architect (1350-1530) , Proefschrift TU Delft, 2010
2. ↑  Præstantissimo illi geometræ nec inferiori architecto Ludovico
3. ↑  Laurence Ciavaldini Rivière, "Le livre d'Heures de Loys van Boghem, maître d'oeuvre de l'église de Brou", in: Brou, un monument européen à l'aube de la Renaissance. Actes du colloque international de Brou, 13-14 octobre 2006, Parijs, éd. Monum, blz. 161-168. Gearchiveerd op 18 april 2024.

- Bibliothèque nationale de France: cb169103357 (data)
- Gemeinsame Normdatei: 1057896861
- International Standard Name Identifier: 0000 0004 3672 0325
- RKD-Nederlands Instituut voor Kunstgeschiedenis: 437896
- Virtual International Authority File: 310601511
- WorldCat: E39PBJwmYWyMKcYhGK9YWkM9Dq